# Thận lâu chí
Thận lâu chí (蜃樓志) là tiểu thuyết khiêu dâm do tác giả khuyết danh viết vào thời Thanh. Lấy bối cảnh chủ yếu ở Quảng Châu thời Minh, truyện kể về sự nghiệp chính trị và đời sống tình cảm của anh chàng đa thê trẻ tuổi Tô Cát Sĩ (蘇吉士). Tác phẩm này được xuất bản lần đầu vào năm 1804, bản tiếng Anh do Patrick Hanan dịch trọn vẹn được phát hành vào năm 2014 với tựa đề Mirage.

## Cốt truyện
Cuốn tiểu thuyết diễn ra vào thời Minh. Tô Cát Sĩ (蘇吉士), dân Quảng Châu, còn gọi bằng biệt danh thời thơ ấu là Tiếu Quan (笑官), không muốn nối gót cha mình vốn là một thương gia công hành tên Tô Vạn Khôi (苏万魁), thay vào đó thích sống theo chủ nghĩa khoái lạc. Phụ thân của anh ta liên tục bị viên quan thu thuế tham nhũng tên là Hách (赫) làm tiền, đây là kẻ có hàng chục thê thiếp cộng thêm 40 gái điếm giúp việc cho hắn. Nắm bắt được thực tế rằng tên quan này khó lòng thỏa mãn tình dục những người phụ nữ của hắn, nhà sư dị giáo Ma Lạt (摩剌) bèn bắt cóc và làm cho từng người một mang thai. Trong khi đó, Tô có quan hệ tình cảm với chị dâu tương lai mà về sau đã bỏ anh ta để đến với gã tình nhân tốt hơn. Tô được kỹ nữ tên Như (茹) làm quen qua màn liếm dương vật, rồi sau anh ta làm tình kiểu tay ba với cô nàng và ả gái điếm Dã Dung (冶容). Xuyên suốt cuốn tiểu thuyết, Tô Cát Sĩ luôn tìm cách cải thiện khả năng tình dục của mình; cuối cùng anh ta trở thành "vĩ nam" sau khi gặp được nhà sư Tây Tạng trao cho anh ta một số loại thuốc kích dục.

## Ấn bản
Toàn truyện gồm 24 hồi, Thận lâu chí do tác giả khuyết danh sử dụng bút danh Dữu Lĩnh lao nhân (庾嶺勞人) viết bằng Bạch thoại. Theo lời tựa của truyện do La Phù cư sĩ (羅浮居士) chấp bút thì tác giả sinh trưởng ở Quảng Đông. Thận lâu chí được xuất bản lần đầu tiên vào năm 1804 tại Trường Thục, Giang Tô; bản in thứ hai được chép lại vào năm 1857. Một quyển ấn bản đầu tiên của cuốn tiểu thuyết được lưu tại Thư viện Quốc gia Trung Quốc ở Bắc Kinh. Năm 2014, Nhà xuất bản Đại học Trung văn đã cho ấn hành Mirage, bản dịch tiếng Anh trọn vẹn cuốn Thận lâu chí của Patrick Hanan. Trong phần giới thiệu bản dịch của mình, Hanan viết rằng Thận lâu chí là "cuốn tiểu thuyết sớm nhất" mô tả việc buôn bán thuốc phiện ở Trung Quốc.

## Phân tích
Theo dịch giả Patrick Hanan, tác giả ẩn danh của Thận lâu chí mà ông xếp vào loại Bildungsroman, đã lấy cảm hứng từ Hồng lâu mộng. Keith McMahon mô tả tương tự nhân vật chính Tô Cát Sĩ là một "Tây Môn Khánh được sửa đổi" cũng như là "kẻ đa thê nhân từ". Ông lập luận thêm rằng truyện này sử dụng lại nhiều chủ đề phổ biến được tìm thấy trong "tiểu thuyết bạch thoại trước đó", chẳng hạn như "nhà sư Tây Tạng đơn độc với liều thuốc kích dục hiệu nghiệm và dương vật có thể co vào" và "viên quan tham nhũng, dâm đãng và những kẻ ăn bám hắn ta".

## Đón nhận
Thận lâu chí đã nhận được nhiều đánh giá trái chiều từ giới phê bình văn học. Nhà bình luận thế kỷ 19 Đái Bất Phàm (戴不凡) tuyên bố rằng "không có cuốn tiểu thuyết nào vượt qua nó" trong một trăm năm sau khi xuất bản. Trịnh Chấn Đạc, viết năm 1927, ca ngợi cuốn tiểu thuyết vì "chủ nghĩa hiện thực và phong cách uyển chuyển". Lin Chen cũng ghi nhận chủ nghĩa hiện thực trong Thận lâu chí, nhưng chỉ trích "tính bắt chước và lý tưởng hóa chế độ đa thê" trong truyện. Cai Guoliang trong một chuyên luận năm 1985 về văn học thời Minh Thanh, nhận thấy đây là một trong những tiểu thuyết "hạng hai hoặc hạng ba" hay hơn của thời đại nhưng kém hơn so với những tác phẩm như Hồng lâu mộng và Nho lâm ngoại sử.
Nhà bình luận Choice là P. F. Williams ca ngợi công việc dịch thuật Mirage, xưng tụng "tuyệt vời" và nỗ lực thêm thắt chú thích và thông tin khác nhằm giải thích những ám chỉ cụ thể về văn hóa và ngôn ngữ Trung Quốc. Dylan Suher, trong một bài viết về Hanan dành cho tạp chí Asymptote, đã gọi Mirage "có ý nghĩa lịch sử" và ghi nhận phong cách dịch thuật đặc biệt của Hanan là "không ngừng chú ý đến những nét trang nhã tạo nên sự sống động cho các tác phẩm hư cấu như Mirage". Trong khi coi tác phẩm gốc chỉ ở mức "OK" do sử dụng nhiều khái niệm nhàm chán và cốt truyện chậm, gần như nhiều tập, Suher đã viết rằng tác phẩm "có sức hấp dẫn của nó". Ông đặc biệt thích cách đối xử nhạy cảm với nhân vật chính và chủ đề "thương mại lòe loẹt", bảo tồn một phần đời sống của con người mà sẽ không được đề cập đến trong nguồn tài liệu chính thống hơn.
Trong khi thảo luận về cốt truyện và những ám chỉ của bản dịch trong một bài viết cho tờ Asian Review of Books, nhà văn Jonathan Chatwin đã chỉ ra rằng cuốn tiểu thuyết "không chỉ đơn giản là tổng thể của những ám chỉ của nó" và nó có thể kết hợp việc sử dụng các phép chuyển nghĩa để tạo thành một "bức chân dung hấp dẫn về một xã hội đang trên đỉnh của thời kỳ hiện đại đang gây bất ổn" qua sử thi nhiều hồi trong tuyện. Nó phản ánh phong cách của các sử thi dài hơn và phổ biến hơn, bao gồm cả việc có hàng trăm nhân vật được đặt tên, nhưng bản dịch của Hanan giúp truyện dễ đọc hơn và là một cuốn sách đáng để "thưởng thức" với "tiếng Anh bản ngữ rõ ràng". Keith McMahon đã đánh giá tác phẩm được dịch năm 2014 Mirage trên tạp chí Nan Nü và hết mực ca ngợi "sự uyên bác và sức chịu đựng" của việc Hanan đã hoàn thành bản dịch trước khi qua đời. McMahon bày tỏ sự nghi ngờ của mình rằng bản dịch này sẽ bị một bản dịch khác vượt qua về "kỹ năng và độ chính xác" trong "một thời gian dài" sắp tới.

### Trích dẫn
1. ↑  Chang & Owen 2010, tr. 328.
2. ↑  McMahon 2015, tr. 339.
3. ↑  McMahon 2015, tr. 340.
4. ↑  McMahon 2015, tr. 341.
5. 1 2  McMahon 1995, tr. 251.
6. 1 2 3  Hanan 2016, tr. 7.
7. 1 2  Idema 2014, tr. 533.
8. ↑  Idema 2014, tr. 532.
9. ↑  Hanan 2016, tr. 6.
10. ↑  McMahon 1995, tr. 257.
11. ↑  McMahon 1995, tr. 255.
12. 1 2  McMahon 2015, tr. 338.
13. ↑  McMahon 1995, tr. 254.
14. ↑  Williams, P.F. (tháng 2 năm 2015). "Mirage". Choice Reviews. Association of College and Research Libraries. Truy cập ngày 5 tháng 8 năm 2021 – qua ProQuest.
15. ↑  Suher, Dylan (tháng 10 năm 2017). "If He Hadn't Heard It Nothing Would Have Happened—On the Scholarship and Translations of Patrick Hanan". Asymptote. Truy cập ngày 5 tháng 8 năm 2021.
16. ↑  Chatwin, Jonathan (ngày 29 tháng 7 năm 2015). "Mirage, anonymous, translated from Chinese by Patrick Hanan". Asian Review of Books. Truy cập ngày 5 tháng 8 năm 2021.